# Waldfeucht

Waldfeucht est une commune de Rhénanie-du-Nord-Westphalie (Allemagne), située dans l'arrondissement de Heinsberg, dans le district de Cologne, dans le Landschaftsverband de Rhénanie.

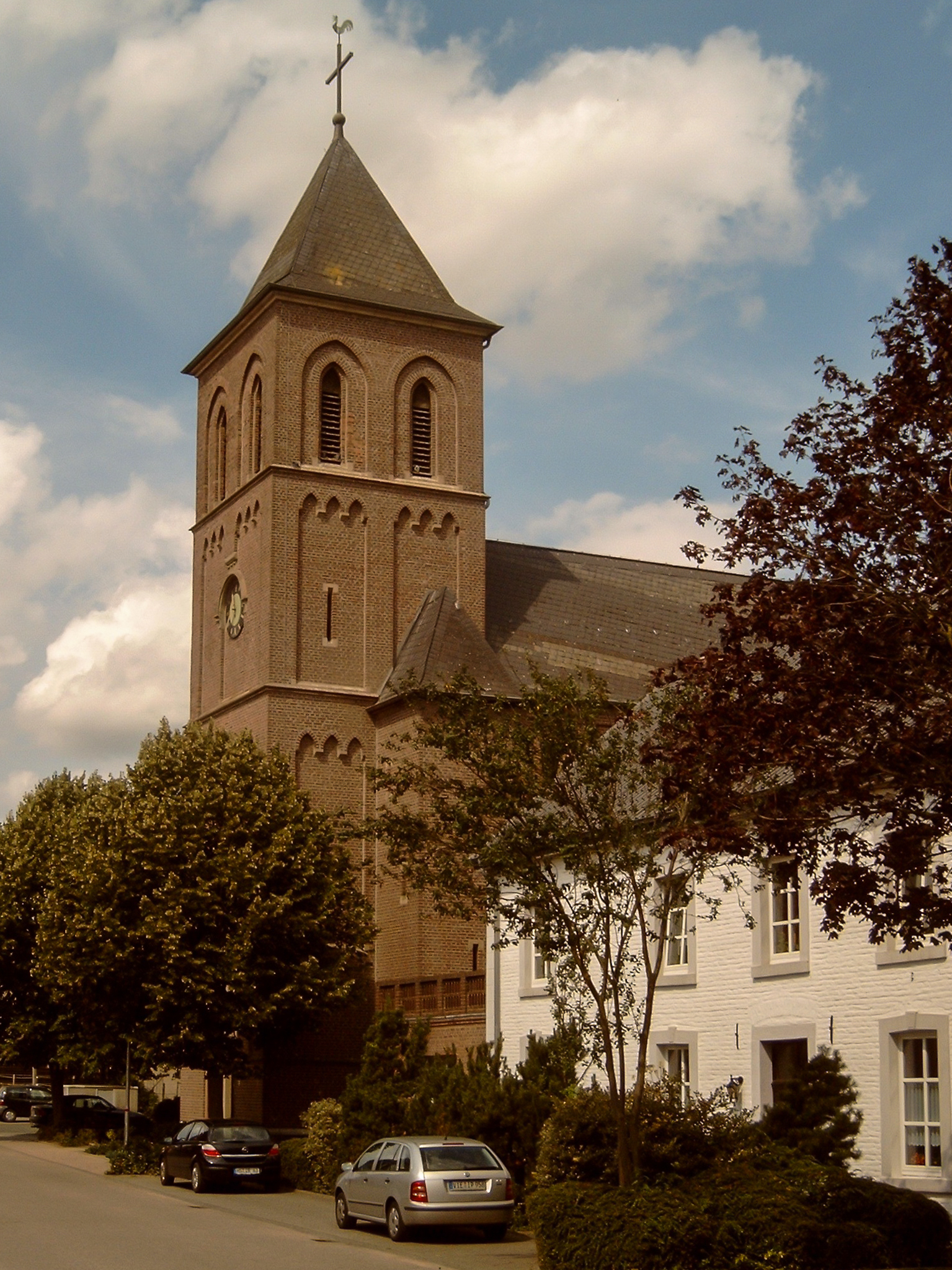
Bocket, église: die Pfarrkirche Sankt Joseph

## Histoire
| Appartenances historiques Seigneurie d'Heinsberg 1058-1472 Duché de Juliers 1472-1797 République cisrhénane (Roer) 1797-1802 République française (Roer) 1802-1804 Empire français (Roer) 1804-1813 Royaume de Prusse (Province de Juliers-Clèves-Berg) 1815-1822 Royaume de Prusse (Province de Rhénanie) 1822-1918 République de Weimar 1918-1933 Reich allemand 1933-1945 Allemagne occupée 1945-1949 Allemagne 1949-présent |

## Personnalités liées à la ville
- Heinrich Koulen (1845-1919), facteur d'orgue né à Waldfeucht.
- Josef Frenken (1854-1943), homme politique né à Löcken.